# Jerzy Opara
Jerzy Janusz Opara (* 21. August 1948 in Warschau) ist ein ehemaliger polnischer Kanute.

## Erfolge
Jerzy Opara gab sein Olympiadebüt 1972 in München, als er im Einer-Canadier über 1000 Meter an den Start ging. Als Dritter seines Vorlaufs gelang ihm der Einzug ins Finale, in dem er als Neunter den letzten Platz belegte. Bei den Olympischen Spielen 1976 in Montreal nahm er im Zweier-Canadier mit Andrzej Gronowicz an zwei Wettbewerben teil. Auf der 500-Meter-Strecke erreichten sie dank Rang drei im Vorlauf und eines Sieges im Halbfinale den Endlauf. In 1:47,77 Minuten überquerten sie hinter den siegreichen Serhij Petrenko und Alexander Winogradow aus der Sowjetunion als Zweite die Ziellinie und gewannen damit die Silbermedaille. Nach Siegen im Vorlauf und im Halbfinale qualifizierten sie sich über 1000 Meter ebenfalls für das Finale, in dem sie als Vierte knapp einen Medaillengewinn verpassten. Sie erreichten knapp vier Sekunden nach den drittplatzierten Ungarn Tamás Buday und Oszkár Frey, die bereits über 500 Meter Bronze gewonnen hatten, das Ziel.
Bereits 1970 wurde Opara in Kopenhagen im Einer-Canadier über 1000 Meter Vizeweltmeister. Mit Andrzej Gronowicz gewann er außerdem drei Medaillen im Zweier-Canadier. Ihre erste sicherten sie sich 1973 in Tampere mit Bronze über 500 Meter. Ein Jahr darauf wurden sie in Mexiko-Stadt diesmal über 1000 Meter Vizeweltmeister und belegten 1977 in Sofia auf dieser Strecke den dritten Platz. Im Einer-Canadier wurde Opara auf verschiedenen Distanzen insgesamt zwölfmal polnischer Landesmeister.
Opara war unter anderem von 1990 bis 1992 Trainer der polnischen Nationalmannschaft.